# 147 Carinae
147 Carinae (h Carinae) é uma estrela na direção da Carina. Possui uma ascensão reta de 09h 34m 26.66s e uma declinação de −59° 13′ 47.2″. Sua magnitude aparente é igual a 4.08. Considerando sua distância de 1976 anos-luz em relação à Terra, sua magnitude absoluta é igual a −4.83. Pertence à classe espectral B5II.